# Maud Watson

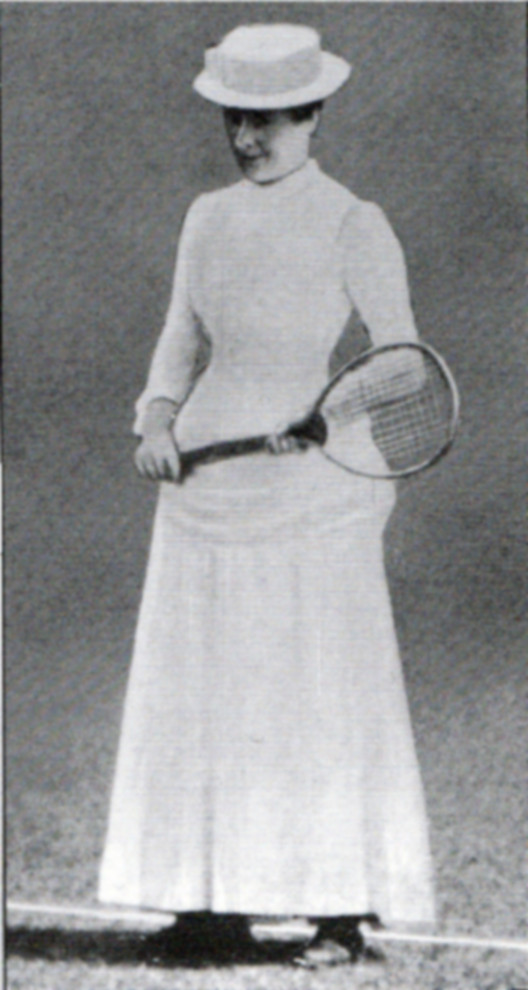
Watson em 1884 ou 1885

Maud Watson (9 de outubro de 1864-5 de junho de 1946) foi uma tenista da Grã-Bretanha. Foi a primeira a vencer o Torneio de Wimbledon em 1884 e 1885.

## Participações em Grand Slams

### Vencedora
| Ano  | Torneio   | Oponente na final        | Resultado na final |
| ---- | --------- | ------------------------ | ------------------ |
| 1884 | Wimbledon | Lillian Watson           | 6-8, 6-3, 6-3      |
| 1885 | Wimbledon | Blanche Bingley Billward | 6-1, 7-5           |

### Finalista
| Ano  | Torneio   | Oponente na final | Resultado na final |
| ---- | --------- | ----------------- | ------------------ |
| 1886 | Wimbledon | Blanche Bingley   | 6-3, 6-3           |